# Phyllachora ekmaniana
Phyllachora ekmaniana är en svampart som beskrevs av Petr. & Cif. 1930. Phyllachora ekmaniana ingår i släktet Phyllachora och familjen Phyllachoraceae.   Inga underarter finns listade i Catalogue of Life.